# Time in Space
Time in Space war eine deutsche Jazzrock- und Fusion-Band aus Dortmund. Die Formation gehörte „zu den ersten Gruppen, die in West-Deutschland kreative Wege beschritten, Jazz- und Rocktraditionen mit eigenen Akzentuierungen in einer intelligenten, groovigen, souligen, tanzbaren populären Musik zusammenzubringen.“
Die Gruppe, die von Wolf Escher 1972 in Dortmund gegründet und geleitet wurde, war in den 1970er Jahren vor allem im Hot Club Dortmund und dem Nachfolgeclub Jazz Domicil zu Hause. Das Ensemble trat in unterschiedlichen Besetzungen bei den Ruhrfestspielen und anderen Festivals (etwa der 3. Dortmunder Jazznacht),  in Musikschulen und in vielen Jazzclubs Deutschlands und Europas auf; so spielte sie in München eine Woche am Stück. Ein Konzertmitschnitt des WDR machte die Gruppe weiter bekannt. Die Besetzung der Band bestand aus bekannten Jazz- und Rockmusikern. Im Jahr 1981 hat sich die Band aufgelöst.
Zur Erinnerung an den 2016 verstorbenen „Time in Space“-Gründer, Komponisten, Arrangeur und Organisator Wolf Escher wurde 2017 zu seinem Geburtstag am 3. Februar ein Konzertabend mit ehemaligen Mitgliedern der Gruppe „Time in Space“ im Dortmunder Jazz-domicil  organisiert.
Der Name der Band spielt an auf das Konzept der relativistischen Raumzeit, der Vereinigung von Raum und Zeit in einer einheitlichen vierdimensionalen Struktur, auf das Zusammenwirken (Fusion) von musikalischen Phrasen, Tempi und Dynamik von Gesamtensemble und Solisten in einem musikalischen Kontinuum.